# Сен-Мартен-д’Арманьяк
Сен-Марте́н-д’Арманья́к (фр. Saint-Martin-d'Armagnac) — коммуна во Франции, находится в регионе Юг — Пиренеи. Департамент — Жер. Входит в состав кантона Ногаро. Округ коммуны — Кондом.
Код INSEE коммуны — 32390.

## География

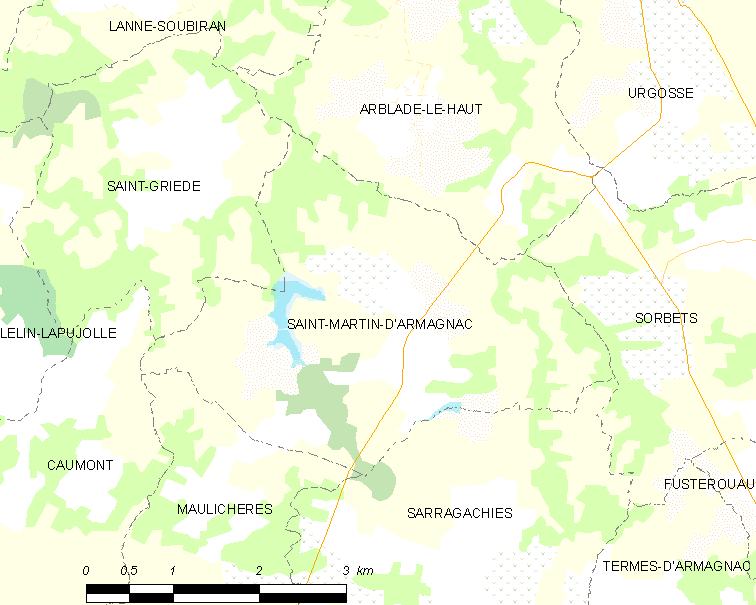
Карта коммуны

Коммуна расположена приблизительно в 610 км к югу от Парижа, в 125 км западнее Тулузы, в 55 км к западу от Оша.

## Климат
Климат умеренно-океанический. Лето жаркое и немного дождливое, температура часто превышает 35 °С. Зимой часто бывает отрицательная температура и ночные заморозки. Годовое количество осадков — 700—900 мм.

## Население
Население коммуны на 2010 год составляло 227 человек.
| 1962 | 1968 | 1975 | 1982 | 1990 | 1999 | 2010 |
| ---- | ---- | ---- | ---- | ---- | ---- | ---- |
| 243  | 212  | 217  | 220  | 205  | 202  | 227  |

## Администрация
| Период | Период | Фамилия       | Партия | Примечания |
| ------ | ------ | ------------- | ------ | ---------- |
| 2001   | 2014   | Ален Фаже     |        |            |
| 2014   | 2020   | Эрик Артиголь |        |            |

## Экономика
В 2010 году среди 145 человек трудоспособного возраста (15-64 лет) 108 были экономически активными, 37 — неактивными (показатель активности — 74,5 %, в 1999 году было 75,8 %). Из 108 активных жителей работали 102 человека (51 мужчина и 51 женщина), безработных было 6 (1 мужчина и 5 женщин). Среди 37 неактивных 8 человек были учениками или студентами, 18 — пенсионерами, 11 были неактивными по другим причинам.

## Достопримечательности
- Замок XVI века. Исторический памятник с 1979 года[4]